# Anastacia (album)
Anastacia è il terzo album di Anastacia uscito il 29 marzo del 2004.
L'album ha raggiunto la vetta di diversi paesi, tra cui Regno Unito, Germania, Paesi Bassi, Belgio, Grecia e Australia. L'album non è mai uscito negli Stati Uniti, anche se una data era stata fissata per il 30 agosto 2005: la versione americana avrebbe previsto una diversa tracklist da quella europea, sostituendo Sexy Single con la B-side Underground Army. Inoltre la versione del singolo Left Outside Alone sarebbe stata lievemente differente da quella uscita in precedenza. I piani di pubblicazione sono stati cancellati senza motivazioni ufficiali. L'album ha venduto oltre 8 milioni di copie nel mondo.
La Sony Music, il 29 aprile 2004, dichiara che l'album solamente dopo un mese, riesce a vendere 4 milioni di copie nel mondo. Viene definito il miglior album Pop/Rock dell'anno ed il migliore degli ultimi 10 anni. Nel 2019 la rivista OnStage inserisce l'album nella classifica dei migliori album degli ultimi venti anni.

## Antefatti
Nel gennaio 2003, ad Anastacia fu diagnosticato un cancro al seno sinistro. La cantante venne operata e successivamente decise di fondare l'associazione Anastacia Fund through The Breast Cancer Research Foundation per promuovere la prevenzione dal cancro al seno nelle giovani donne.
Dopo questa esperienza, Anastacia è entrata negli studi di registrazione nel settembre del 2003 per registrare il nuovo album di inediti: assieme a lei hanno collaborato Glen Ballard, Dallas Austin, e David A. Stewart. Anastacia nell'album si è spostata verso un sound più rock, come evince da canzoni tipo Seasons Change, Time, I Do (in collaborazione con Sonny Sandoval del gruppo P.O.D.) e Pretty Little Dum Dum.
Anastacia ha scritto sul suo sito ufficiale che la sua malattia ha reso le registrazioni per l'album più difficili:
«[...] non è stata un'esperienza piacevole. Di solito cerco sempre il lato positivo delle cose, ma finora niente riguardo alla registrazione di quest'album è stato positivo. Il mio dottore mi aveva detto che sarei stata stanca, non stupida. Non riuscivo a concentrarmi su niente. Scrivevo una strofa ma poi non riuscivo a scrivere il ritornello, o scrivevo il ritornello ma non riuscivo a scrivere l'intermezzo. Non riuscivo a parlare, non riuscivo a connettere, ero totalmente fuori. I dottori avevano detto che sarei stata stanca e infatti ho sofferto di insonnia. È stata molto dura».

## Promozione
L'album Anastacia si è rivelato un grande successo, raggiungendo le vette delle classifiche di dieci paesi tra cui Regno Unito, Germania, Paesi Bassi, Belgio e Australia, mentre è arrivato secondo in Italia, Spagna, Portogallo e Irlanda.
In Italia, Anastacia rimase per ben trenta settimane consecutive nella top 20, e tre settimane alla posizione numero 2, secondo solo a Buoni o cattivi di Vasco Rossi. Si tratta dell'album tra quelli della cantante statunitense con il più alto posizionamento nella classifica italiana ad oggi.
Anastacia rimase ben 14 settimane non consecutive l'album più venduto in Europa nel 2004. Si tratta della seconda numero 1 di Anastacia nella European Albums Chart dopo Freak of Nature, che vi era rimasto tre settimane non consecutive nel 2002.
Il primo singolo dell'album, Left Outside Alone è stato anch'esso un successo, arrivando primo in Italia, Austria, Svizzera e Australia. Dall'album sono stati estratti altri tre singoli di successo: Sick and Tired, Welcome to My Truth e Heavy on My Heart. Dei tre, Sick and Tired è quello che ha avuto maggior successo, arrivando nelle prime posizioni delle classifiche di molti paesi europei, uguagliando il successo di Left Outside Alone. Welcome to My Truth è il singolo di Anastacia più venduto in Spagna ed ha avuto un moderato successo nel resto d'Europa, mentre Heavy on My Heart ha avuto un successo più contenuto, ma i suoi ricavati sono stati donati all'Anastacia Fund.

## Tracce
1. Seasons Change – 4:19 (Anastacia, Kara DioGuardi, John Rzeznik)
2. Left Outside Alone – 4:19 (Anastacia, Dallas Austin, Glen Ballard)
3. Time – 3:32 (Anastacia, Dallas Austin, Glen Ballard)
4. Sick and Tired – 3:32 (Anastacia, Dallas Austin, Glen Ballard)
5. Heavy on My Heart – 4:27 (Anastacia, Billy Mann)
6. I Do (feat. Sonny) – 3:05 (Anastacia, Kara Dioguardi, Lukas Burton, Danny Weissfeld)
7. Welcome to My Truth – 4:03 (Anastacia, Kara Dioguardi, John Shanks)
8. Pretty Little Dum Dum – 4:37 (Anastacia, Glen Ballard, Kara Dioguardi)
9. Sexy Single – 3:52 (Anastacia, Dave Stewart)
10. Rearview – 4:11 (Anastacia, Kara Dioguardi, John Shanks)
11. Where Do I Belong – 3:27 (Anastacia, Kara Dioguardi, Patrick Leonard)
12. Maybe Today – 5:17 (Anastacia, Dave Stewart)

Bonus track per il Giappone
1. Left Outside Alone (Jason Nevins Global Club Edit) – 11:13 (Anastacia, Dallas Austin, Glen Ballard)

## DVD dell'edizione limitata
1. The Making of Anastacia
2. 2002 Europe Tour Promo
3. Photo Gallery

## Classifiche
| Classifica (2004) | Posizione massima |
| ----------------- | ----------------- |
| Australia         | 1                 |
| Austria           | 1                 |
| Belgio (Fiandre)  | 1                 |
| Belgio (Vallonia) | 5                 |
| Danimarca         | 1                 |
| Europa            | 1                 |
| Finlandia         | 3                 |
| Francia           | 14                |
| Germania          | 1                 |
| Grecia            | 1                 |
| Irlanda           | 2                 |
| Italia            | 2                 |
| Norvegia          | 1                 |
| Nuova Zelanda     | 26                |
| Paesi Bassi       | 1                 |
| Polonia           | 1                 |
| Portogallo        | 2                 |
| Regno Unito       | 1                 |
| Repubblica Ceca   | 3                 |
| Spagna            | 1                 |
| Svezia            | 1                 |
| Svizzera          | 1                 |
| Ungheria          | 4                 |

## Date di pubblicazione
| Paese       | Data          | Etichetta    |
| ----------- | ------------- | ------------ |
| Regno Unito | 29 marzo 2004 | Epic Records |
| Francia     | 29 marzo 2004 | Sony         |
| Italia      | 29 marzo 2004 | Sony         |
| Germania    | 29 marzo 2004 | Sony         |
| Svizzera    | 29 marzo 2004 | Sony         |
| Australia   | 29 marzo 2004 | Sony         |
| Giappone    | 9 giugno 2004 | Sony         |